# Dicranoweisia subglobosa
Dicranoweisia subglobosa är en bladmossart som beskrevs av Si He 1998. Dicranoweisia subglobosa ingår i släktet snurrmossor, och familjen Dicranaceae. Inga underarter finns listade i Catalogue of Life.